# 179 Klytaemnestra
179 Klytaemnestra är en asteroid i asteroidbältet, upptäckt 11 november 1877 av den kanadensisk-amerikanske astronomen James Craig Watson i Ann Arbor, Michigan, USA. Asteroiden har fått sitt namn efter Klytaimnestra inom grekisk mytologi.
Den tillhör asteroidgruppen Telramund.